# Gertrud Bürgers-Laurenz
Gertrud Bürgers-Laurenz   (Hannover, 1 de setembre de 1874 - Dachau, 10 de juny de 1936) va ser una pintora de flors i retrats alemanya.

## Biografia
Laurenz va estudiar amb Franz Skarbina a l'Acadèmia de Belles Arts de Berlín i amb Hugo von Habermann a Múnic. Va conèixer el seu futur marit, el pintor Felix Bürgers, a l'estudi de Ludwig Schmid-Reutte a Karlsruhe. Va viure a Dachau a partir de 1901. Els seus retrats capturen moviments i estats d'ànim en tons de color característics, donant importància a la similitud i solen estar intel·ligentment compostos a l'espai. Les seves obres s'exposen al Museu August Kestner. Característic de la seva obra són els nombrosos retrats, que van ser molt influenciats estilísticament pels seus professors. Després del seu matrimoni el 1904, la parella va cofundar el Grup d'Artistes de Dachau. La seva casa, a Herzog-Albrecht-Straße 1 (ara 12), es va convertir en un lloc de trobada per als artistes de la ciutat. Durant molts anys va acollir una residència per a persones amb discapacitat. La vila és de propietat privada des del 2014.
Després de la mort del seu marit, es va traslladar de Dachau el 1934 i va anar a viure a la seva ciutat natal de Hannover al districte de Waldheim.

## Obres seleccionades

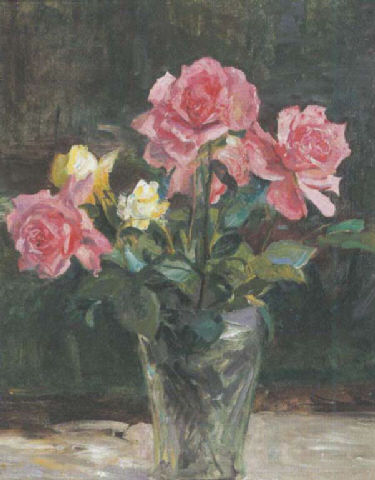
Rosenstrauß in gläserner Vase Oil, Lwd. 54 × 42 cm (1930)

- Eine Dachauer Bäuerin a Festtracht oli sobre cartró 65 × 49 cm[5]
- Zwei spielende Kinder mit Vogelkäfig Oli sobre tela 69 × 89 cm[6]
- Stilleben mit Rosen[7]
- Retrat[8]
- Rosen in gläserner Vase[9]
- 1905: Retrat de l'alcalde Törner[5]
- 1907: Retrat del filòsof Gottfried Wilhelm Freiherr von Leibnitz[5]
- Emilie Stockmann[5]